# Boven is het stil
Boven is het stil (tj. Nahoře je ticho) je nizozemsko-německý hraný film z roku 2013, který režírovala Nanouk Leopold podle vlastního scénáře dle stejnojmenného románu Gerbranda Bakkera. Film zachycuje život osamělého muže, který se stará o farmu a nemocného otce. Snímek měl světovou premiéru na Berlinale 8. února 2013.

## Děj
Helmer provozuje rodinnou farmu a pečuje o svého otce, který nemůže chodit. Helmer je padesátník a nemluvný starý mládenec. Jediní, s kým občas prohodí pár slov, je jeho sousedka Ada a její dvě malé děti a také řidič z mlékárny, který jezdí na farmu pro mléko. Řidič by se rád s Helmerem více sblížil, ale ten se mu záměrně vyhýbá. Od nového roku Helmer přijme na výpomoc mladého dělníka Henka. Když Henk otevřeně vyjeví své city vůči Helmerovi, ten reaguje odmítavě. Henk zanedlouho z farmy odchází. Také řidič kamionu se stěhuje do Mechelenu. Na jaře umírá Helmerův otec a Helmer zůstává zcela sám.

## Obsazení
| Jeroen Willems    | Helmer           |
| Henri Garcin      | jeho otec        |
| Wim Opbrouck      | řidič z mlékárny |
| Martijn Lakemeier | Henk             |
| Lies Visschedijk  | Ada              |
| Job Steenman      | Ronald           |
| Xander Steenman   | Teun             |
| Aat Ceelen        | obchodník        |

## Okolnosti natáčení
Film má v závěrečných titulcích věnování Jeroenu Willemsovi, který ztvárnil hlavní postavu. Dne 3. prosince 2012 zemřel nečekaně na srdeční selhání a premiéry filmu se již nedožil.